# 第一新聞
第一新聞（News First；或稱News 1st）是一家斯里兰卡的新闻机构。其由公司Capital Maharaja Organization Ltd.所持有。  《第一新聞》主要播送直播新闻，播放平台包括三个电视频道（ Sirasa TV、Shakthi TV 、 TV1）、五个广播频道（Sirasa FM、Yes FM 、Shakthi FM 、Y FM 和 Legends FM)、以僧伽罗语、英语和泰米尔語播放的三个新闻网站，以及社交媒体上（YouTube、Facebook、Twitter）。

## 认可
2013年在美国举行的聯合國記者協會奖（UNCA Award）上，《第一新聞》播出以世界水資源日为背景的新闻纪录片系列获得银奖。 該系列故事由英语新闻總監Shameer Rasooldeen和执行制片人Zulfick Farzan所編寫。 
2007年，《第一新聞》 推出newsfirst.lk，是斯里兰卡的第一个三语网站，以英语、僧伽罗语和泰米尔语，为当地、商业、政治、生活方式、娱乐提供新闻的最新資訊、突发新闻和体育新闻。2013年8月，newsfirst.lk英語网站获得Bestweb.lk Awards银奖。 2014年8月，newsfirst.lk英文网站获得Bestweb.lk Awards银奖，而newsfirst.lk泰米尔语网站則获得铜奖。  